# Холодногірський (аеродром)
Холодногірський (рос. Холодногорский) —аеродром спільного базування в Ставропольському краї, розташований поряд з хутором Холодногірським в Ставропольському краї.

## Історія
З 1969 по 1993 роки аеродром належав Ставропольському вищому військовому авіаційному училищу льотчиків та штурманів (СВВАУЛШ). На ньому, так само як і на аеродромі «Світлоград», проводилися навчальні польоти курсантів (на літаках Л-29, а з 1976 — Л-39).
У 1993 році у зв'язку з перепрофілюванням училища та призупиненням підготовки штурманів аеродром було законсервовано.
З 2011 року є аеродромом спільного базування.
З 2015 аеродром використовується для репетицій військових парадів